# 四臂觀音

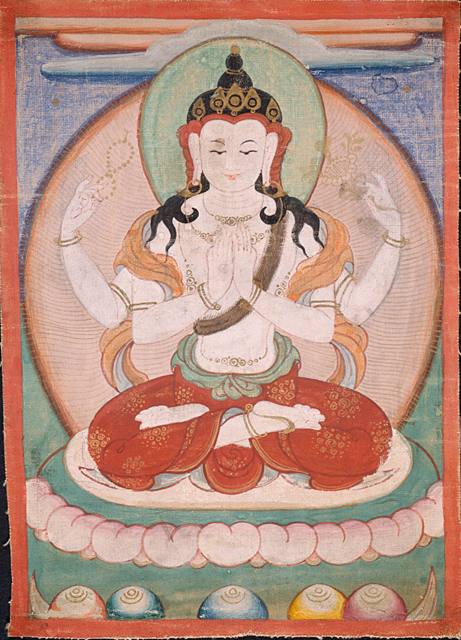
洛杉磯郡藝術博物館收藏的四臂觀音

四臂觀音與千手千眼觀音均為觀世音菩薩的其中一種應化身，身著綢緞及纓絡（莊嚴報身相）；白色的身體代表清淨無瑕的身言意、前兩臂合掌當胸並持如意珠、後兩臂高舉至肩，右後手持一串水晶念珠，代表無止盡的救渡眾生出離輪迴、左手持一白蓮（藏名烏巴拉花），代表淨化一切煩惱。
四臂另代表四種佛行—息、增、懷、誅。左肩的鹿皮表慈悲純正的心，頭頂上的五方佛冠代表五方的智慧；金剛坐姿（雙腳掌向上的盤腿）代表穩固禪定的境界。以上六種裝飾是為六度萬行—「六度波羅蜜」的成就；坐在月盤上，代表慈悲方便的法。其下的蓮花則是象徵清境的境界，低目慈視莊嚴。
其心咒為六字大明咒，六個種子字分別對應輪迴中的六道。菩薩慈悲為懷，用以加持、淨化六道眾生的惡業、惡習及惡障，走向六成就悉地。

## 種子字
種子字是每一個佛修持的緣起，是每一佛特殊的法。
觀世音菩薩的種子字是：ཧྲཱིཿ，讀作hrīh，「絀利」。